# Émile Servan-Schreiber
Émile Servan-Schreiber (París, 20 de diciembre de 1888 - Veulettes-sur-Mer, 29 de diciembre de 1967) fue un conocido periodista y literato francés. Adoptó el pseudónimo Servan durante la Segunda Guerra Mundial, para parecer más francés debido a su origen alemán. Finalmente se le reconocería oficialmente el nombre completo como apellido, siendo así el que heredarían sus hijos. También se dedicó a la política, siendo alcalde de Veulettes-sur-Mer, pequeña villa en la vivió y falleció, durante veinte años.

## Biografía
Los padres de Émile Schreiber, Joseph y Clara Schreiber eran prusianos que se trasladaron a París en 1877. Joseph, su padre, había sido secretario del canciller Otto von Bismarck.
Periodista y literato, dirigió junto a su hermano Robert el diario económico Les Échos de l'exportation, que luego pasó a ser simplemente Les Échos, de 1908 a 1963. También fue reportero para L'Illustration. 
Casado con Denise Brésard, es el padre de Jean-Jacques Servan-Schreiber, Brigitte Gros, Bernadette Gradis, Christiane Collange y Jean-Louis Servan-Schreiber.

## Obras previas a la Segunda Guerra Mundial (Selección)
- 1917. El ejemplo americano, Payot
- 1931. Vivir en la U.R.S.S, Plon
- 1932. Roma después de Moscú, Plon
- 1933. Este año en Jerusalén, Plon
- 1934. América reacciona, Plon
- 1935. Vivir con un franco al día: India, China y Japón
- 1937. ¡Viva Escandinavia! Dinamarca, Suecia, Noruega y Finlandia, Denoël
- 1937. Suiza, tierra de hombres libres, Denoël
- 1938. El Portugal de Salazar, Denoël